# Tributação na Polônia
Os impostos na Polônia são cobrados pelos governos central e provincial. A receita tributária na Polônia representa 33,9% do PIB do país em 2017.  As fontes de receita mais importantes incluem o imposto de renda, previdência social, o imposto corporativo e o imposto sobre valor agregado, todos aplicados em nível nacional. 
A renda auferida geralmente está sujeita a um imposto progressivo sobre a renda, que se aplica a todos que estão na força de trabalho. Para o ano de 2014, duas alíquotas diferentes de imposto de renda foram aplicadas. 

## Escala de imposto de renda antes de 2017
| Rendimento anual   | Taxa de imposto                                      |
| ------------------ | ---------------------------------------------------- |
| 3.091-85.528 PLN   | 18% da renda - 556,02 PLN                            |
| mais de 85.528 PLN | 14.839,02 PLN + 32% do excedente acima de 85.528 PLN |

## Escala de imposto de renda em 2017
Em 2017, as alíquotas foram alteradas. O imposto passou a ser calculado usando duas tabelas. A primeira tabela determina o valor do imposto. 
| Rendimento anual   | Imposto de Renda                                                                      |
| ------------------ | ------------------------------------------------------------------------------------- |
| 0 PLN - 85.528 PLN | 18% da renda menos o valor da redução de impostos                                     |
| mais de 85.528 PLN | 15.395,04 PLN + 32% do excedente acima de 85.528 PLN menos o valor redutor de imposto |

A segunda tabela foi utilizada para determinar o valor de redução do imposto.
| Rendimento anual         | Valor redutor de imposto (valor a subtrair do imposto)       |
| ------------------------ | ------------------------------------------------------------ |
| 0 PLN - 6.600 PLN        | 1.188 PLN                                                    |
| 6.600 PLN - 11.000 PLN   | {\displaystyle 631.98\times (renda-6,600) \over 4,400} PLN   |
| 11.000 PLN - 85.528 PLN  | 556,02 PLN                                                   |
| 85.528 PLN - 127.000 PLN | {\displaystyle 556.02\times (renda-85,528) \over 41,472} PLN |
| mais de 127.000 PLN      | 0 PLN                                                        |

## Escala de imposto de renda em 2018
| Rendimento anual   | Imposto de Renda                                                                      |
| ------------------ | ------------------------------------------------------------------------------------- |
| 0 PLN - 85,528 PLN | 18% da renda menos o valor da redução de impostos                                     |
| mais de 85.528 PLN | 15.395,04 PLN + 32% do excedente acima de 85.528 PLN menos o valor redutor de imposto |

A segunda tabela foi utilizada para determinar o valor de redução do imposto. 
| Rendimento anual         | Valor redutor de imposto (valor a subtrair do imposto)       |
| ------------------------ | ------------------------------------------------------------ |
| 0 PLN - 8.000 PLN        | 1.440 PLN                                                    |
| 8.000 PLN - 13.000 PLN   | {\displaystyle 883.98\times (renda-8,000) \over 5,000} PLN   |
| 13.000 PLN - 85.528 PLN  | 556,02 PLN                                                   |
| 85.528 PLN - 127.000 PLN | {\displaystyle 556.02\times (renda-85,528) \over 41,472} PLN |
| mais de 127.000 PLN      | 0 PLN                                                        |

## Escala de imposto de renda em 2019
| Rendimento anual   | Imposto de Renda                                                                      |
| ------------------ | ------------------------------------------------------------------------------------- |
| 0 PLN - 85,528 PLN | 17,75% da renda menos o valor da redução de impostos                                  |
| mais de 85.528 PLN | 15.181,22 PLN + 32% do excedente acima de 85.528 PLN menos o valor redutor de imposto |

A segunda tabela é usada para determinar o valor de redução do imposto. 
| Rendimento anual         | Valor redutor de imposto (valor a subtrair do imposto)       |
| ------------------------ | ------------------------------------------------------------ |
| 0 PLN - 8.000 PLN        | 1.420 PLN                                                    |
| 8.000 PLN - 13.000 PLN   | {\displaystyle 871.70\times (renda-8,000) \over 5,000} PLN   |
| 13.000 PLN - 85.528 PLN  | 548,30 PLN                                                   |
| 85.528 PLN - 127.000 PLN | {\displaystyle 548.30\times (renda-85,528) \over 41,472} PLN |
| mais de 127.000 PLN      | 0 PLN                                                        |

## Contribuições previdenciárias
Além disso, uma série de contribuições para a seguridade social se aplica a todos na força de trabalho e é compartilhada tanto pelo empregado como pelo empregador. Essas contribuições de seguro são pagas por funcionários públicos e privados até um determinado limite. Para o ano de 2014, aplicam-se as taxas na tabela a seguir 
| Apólice de seguro                | Total          | Empregado % | Empregador %   |
| -------------------------------- | -------------- | ----------- | -------------- |
| Fundo de pensão                  | 19,52%         | 9,76%       | 9,76%          |
| Fundo de Deficiência             | 8,00%          | 1,5%        | 6,5%           |
| Fundo de ponte                   | -              | -           | 0-1,5%         |
| Fundo de Doença                  | 2,45%          | 2,45%       | -              |
| Fundo de Acidentes               | 0,67% -3,86%   | -           | 0,67% -3,86%   |
| Fundo de Benefícios a Empregados | 0,10%          | -           | 0,10%          |
| Fundo de Trabalho                | 2,45%          | -           | 2,45%          |
| Total (até o limite)             | 19,48% -24,17% | 13,71%      | 19,48% -24,17% |
| Total (limite passado)           | 5,67% -8,86%   | 2,45%       | 3,22% -6,41%   |

O imposto sobre valor agregado aplica-se à maior parte do comércio de mercadorias na Polônia. 23% é a taxa básica.  Taxas mais baixas de 8% e 5% também se aplicam aos alimentos. Além disso, alguns serviços são tributados à alíquota de 0% ou isentos do imposto sobre valor agregado. 
A taxa geral de imposto sobre os trabalhadores e o seguro obrigatório atingem 53%. 